# Levke Harders
Levke Harders (* 1974) ist eine deutsche Historikerin.
Nach dem Studium in den Fächern Neuere deutsche Literatur, Neuere und Neueste Geschichte, Kulturwissenschaften und Gender Studies an der Humboldt-Universität zu Berlin wurde sie dort 2013 promoviert. Von 2008 bis 2021 war sie (mit einigen Unterbrechungen) an der Universität Bielefeld tätig. 2019/20 war sie als Gastwissenschaftlerin am German Historical Institute Washington DC. Seit 2021 ist sie Professorin für Geschlechtergeschichte an der Universität Innsbruck.

## Forschungsschwerpunkte
Ihre Schwerpunkte in Forschung und Lehre sind Geschlechtergeschichte und -theorie, Migrationsforschung, Biografieforschung, europäische Geschichte im 19. und 20. Jahrhundert, US-amerikanische Geschichte im 20. Jahrhundert, Theorien und Methoden der Geschichtswissenschaft und Wissenschaftsgeschichte.

## Schriften (Auswahl)
- Studiert, promoviert: Arriviert? Promovendinnen des Berliner Germanischen Seminars (1919–1945). Frankfurt am Main 2004, ISBN 3-924151-09-1.
- American Studies. Disziplingeschichte und Geschlecht. Stuttgart 2013, ISBN 3-515-10457-7.